# جایزه بلومنتال
جایزه بلومنتال جایزه‌ای در زمینه ریاضیات است که توسط انجمن ریاضیات آمریکا در سال ۱۹۹۳ و برای گرامیداشت لئونارد بلومنتال و الینور بلومنتال بنیان نهاده شد. این جایزه هر چهار سال یکبار به کسانی که در رشته ریاضیات محض مشارکت قابل توجهی داشته‌اند اهدا می‌گردد.

## برندگان
- ژی هانگ زیا (۱۹۹۳)
- لوئیک مرل (۱۹۹۷)
- استفن بیگلو و الون لیندستراوس (۲۰۰۱)
- مانجول بیهارگوا (۲۰۰۵)
- مریم میرزاخانی (۲۰۰۹)